# Masters of Sociological Thought
Masters of Sociological Thought. Ideas in historical and social context ist der Titel einer Einführung in die Klassiker der Soziologie von Lewis A. Coser.

## Gliederung und Bewertung
Coser, selber ein Klassiker der Konfliktsoziologie, ein subtiler Kenner der nordamerikanischen und europäischen Soziologie, vorzüglicher Präzisierer und ruhiger Abwäger gliedert, enzyklopädisch vorbildlich, jeden Beitrag in The Work ("Das Werk") – The Man ("Der Mensch") – The Intellectual Context ("Der intellektuelle Kontext") – The Social Context ("Der soziale Kontext") – In Summary ("Als Résumé"). Das Ganze schließt sich überdies zu einer Epochengeschichtsschreibung als Wissenschaftssoziologie zusammen. Robert K. Mertons Vorwort lobt zu Recht seines Meisterschülers skill for epitomizing complex ideas without trivializing them und hebt den Bedarf der Soziologie an "diszipliniertem Eklektizismus" hervor (1977: vii, viii).

## Inhaltliches
Coser behandelt chronologisch (auch mit Abbildungen)
- Auguste Comte – Karl Marx – Herbert Spencer – Émile Durkheim – Georg Simmel – Max Weber – Thorstein Veblen – Charles H. Cooley – George Herbert Mead – Robert Ezra Park – Vilfredo Pareto – Karl Mannheim – Pitirim A. Sorokin – William I. Thomas und Florian Znaniecki.

Die zweite Auflage ergänzte er durch Recent trends in American sociological theory, in der er die Ansätze von George C. Homans, Robert K. Merton, Kingsley Davis, Wilbert Ellis Moore und Robin Murphy Williams, Marion Joseph Levy junior und Talcott Parsons hinzu fügt, die Tauschtheorien, den Symbolischen Interaktionismus, die Frameanalyse, die Labelingtheorie und die Konflikttheorien umreißt.